# Escut de Veciana
L'escut oficial de Veciana té el següent blasonament:
Escut caironat: de gules, un mont de sable movent de la punta somat d'un falcó d'or i acostat de 2 calderes d'or. Per timbre, una corona mural de poble.

## Història
Va ser aprovat el 8 de juliol de 1996 i publicat al DOGC el 26 del mateix mes amb el número 2235.
La història de Veciana ha estat lligada des dels seus orígens als quatre castells de dins el municipi: Veciana, Miralles, Segur i Montfalcó el Gros. El castell de Veciana (segle xi), després d'haver pertangut als bisbes de Vic i a la Corona, va passar a dependre de la baronia de Segur; els primers barons en foren els Calders, simbolitzats per les calderes d'or sobre camper de gules, provinents de les seves armes parlants. El falcó sobre el mont és una al·lusió parlant al castell de Montfalcó, esmentat abans.